# Massy, Essonne
Massy este un oraș în Franța, în departamentul Essonne, în regiunea Île-de-France, la sud-vest de Paris. Este un important nod feroviar in sud-vestul Parisului.

## Personalități născute aici
- Anthony Martial (n. 1995), fotbalist.

1. ↑   http://www.leparisien.fr/essonne-91/massy-les-larmes-et-les-promesses-du-nouveau-maire-22-10-2017-7348554.php, accesat în 3 ianuarie 2019 Lipsește sau este vid: |title= (ajutor)
2. ↑  French National Directory of Representatives, accesat în 15 martie 2019
3. ↑  répertoire géographique des communes, accesat în 26 octombrie 2015
4. ↑  dataset of postal codes in France, 1 octombrie 2018